# GAL
 GAL  este acronimul pentru numele german "Gesellschaft für Angewandte Linguistik", GAL, în traducere: Societatea pentru Lingvistică Aplicată. GAL, membră a Asociației Internaționale de Lingvistică Aplicată AILA, este o asociație științifică germană fondată în 1968, care azi are peste 1.000 de membri, instituții sau persoane particulare, care activează în cercetarea lingvistică universitară.

## ObiectiveleGAL
Lingvistica aplicată mijlocește utilizarea în practică a teoriilor lingvistice. GAL încearcă să rezolve prin Lingvistica aplicată, într-un cadru interdisciplinar, întrebările și problemele unei limbi care se ivesc în societate, politică sau economie. Printre acestea se numără
- Analizarea, evaluarea și implementarea:
  - comunicării din organizații și companii
  - comunicării din politică
  - comunicării din mass-media
  - comunicării interculturale
  - prelucrării mesajelor verbale cu ajutorul calculatorului
  - standardizării limbilor
- Dezvoltarea terminologiei specifice
- Traduceri și adaptări lingvistice
- Detectarea deficiențelor de vorbire și tratarea acestora
- Însușirea și predarea limbilor.

Momentan în interiorul asociației există 15 secțiuni care reprezintă actualele puncte forte ale cercetării efectuate. GAL editează o serie de lucrări științifice dedicate lingvisticii, precum și Revista pentru Lingvistică aplicată (Zeitschrift für Angewandte Linguistik - ZfAL), o revistă internațională.
GAL definește activ dezvoltarea științifică a Lingvisticii aplicate în Germania. Asociația sprijină schimbul internațional și interdisciplinar al rezultatelor științifice și al experiențelor practice prin organizarea de congrese și simpozioane.
România este reprezentată în GAL de către d-na prof. Livia Ana Tătaru.